# Омід Попалзай
Омід Попалзай (Дарі: امید پوپلزی / нім. Omid Popalzay; нар. 25 січня 1996, Кабул, Афганістан) — афганський та нідерландський футболіст, півзахисник бангладеського клубу «Читтагонг Абахані» та національної збірної Афганістану.

## Клубна кар'єра

### Ранні роки
Народився 25 січня 1996 року в родині етнічних пуштунів у столиці Афганістану Кабулі, але в дитинстві переїхав до Нідерландів. Футболом розпочав займатися в провінційному клубі «Естрія», після чого перебрався до молодіжної академії НЕК/«Осс». 8 квітня 2013 року дебютував за «Йонг НЕК/Осс» у матчі 17-го туру Велофтен Ередивізі проти «Йонг Ваалвейка». Попалзай вийшов на 57-й хвилині замість Йорді Тютюаріма. До 2015 року провів 11 матчів за аматорську команду НЕКа, в яких відзначився 1 голом.

### «Ахіллес'29» та «Ленден»
У липні 2015 року підписав перший професіональний контракт, з «Ахіллес'29». Спочатку перейшо до другої команди клубу, але справив хороше враження на тренера першої команди, де став гравцем ротації. За «Ахіллес'29» дебютував 11 вересня 2015 року в програному (0:3) поєдинку 6-го туру проти роттердамської «Спарти», в якому вийшов на поле за 11 хвилин до завершення поєдинку. Після зимової перерви Попалзай отримав дві фінансово привабливі пропозиції від Індії, частково завдяки хорошій грі у чемпіонаті Південної Азії за збірну Афганістану. Однак вирішив залишитися на «Ахіллесі'29». Першим голом за команду відзначився в переможному (2:1) поєдинку проти «Ден Босха». У наступному турі відзначився двом голами та результативною передачею у поєдинку проти «Йонг ПСВ», завдяки чому його команда здобула перемогу з рахунком 3:2.
За підсумками сезону 2016/17 років «Ахіллес'29» вилетів до Тведедивізі. Після банкрутства професіональної команди клубу перейшов у «Ленден». Дебютував за нову команду 17 лютого 2017 року в програному (0:3) поєдинку проти «Джиссельмерфогельса». У середині 2018 року залишив команду.

### Австралія та Бельгія
На початку 2019 року переїхав до Австралії, де уклав договір з «Аделаїд Кометс», яка виступала в Прем'єр-лізі Південної Австралії. Дебютував за нову команду 23 лютого в поєдинку проти «Вест Аделаїд». 3 березня 2019 року відзначився своїм єдиним голом за клуб у програному (1:4) поєдинку проти «МетроСтарз». Допоміг команді вийти до фіналу чемпіонату.
У травні 2019 року приєднався до бельгійського клубу «Сен-Елуа Вінкель», новачка вищого дивізіону аматорського чемпіонату країни. Дебютував за нову команду 26 жовтня 2019 року в програному (0:2) поєдинку проти «Льєжа Кемпенцона». 

### «Олімпія» (Грудзьондз)
11 серпня 2020 року підписав контракт з клубом Другої ліги Польщі «Олімпія» (Грудзьондз). Дебютував за грудзьндський клуб 22 серпня в переможному (2:0) поєдинку кубку Польщі проти резервної команди познанського «Леха» У команді став основним гравцем, але не зміг допомогти уникнути «Олімпії» пониження в класі. Наступного року залишив польський клуб. Першим голом за польський клуб відзначився місяць по тому у нічийному матчі (2:2) поєдинку проти краківського «Гутника».

### «Читтагонг Абахані»
22 листопада 2021 року приєднався до клубу Прем'єр-ліги Бангладеш «Чіттагонг Абахані». У футболці «Абахані» дебютував 5 лютого 2022 року в переможному (2:1) домашньому поєдинку вищого дивізіону чемпіонату країни проти «Рагматхонджа». Омід вийшов на поле в стартовому складі та відіграв увесь матч.

## Кар'єра в збірній
Дебютний виклик до національної збірної Афганістану отримав на матч кваліфікації чемпіонату світу проти Сінгапуру, який відбувся 8 жовтня 2015 року. Афганці поступилися з рахунком 0:1, але Омід вийшов на поле у вище вказаному поєдинку. У 2015 році головний тренер національної команди Петр Штегер викликав Папалзая на Чемпіонат федерації футболу Південної Азії. На вище вказаному турнірі провів 4 матчі. Відзначився двом голами в переможному (4:1) поєдинку проти Мальдів. у тому числі й зі штрафного удару, завдяки чому Афганістан повів у рахунку (2:1). У підсумку вони посіли друге місце, програвши у фіналі Індії з рахунком 1:2.

## Статистика виступів

### Клубна
| Сезон                          | Клуб               | Країна         | Змагання             | Змагання | Змагання | Кубок | Кубок | Загалом | Загалом |
| Сезон                          | Клуб               | Країна         | Змагання             | Матчі    | Голи     | Матчі | Голи  | Матчі   | Голи    |
| ------------------------------ | ------------------ | -------------- | -------------------- | -------- | -------- | ----- | ----- | ------- | ------- |
| 2015/16                        | «Ахіллес'29»       | Нідерланди     | Еерстедивізі         | 19       | 4        | 0     | 0     | 19      | 4       |
| 2016/17                        | «Ахіллес'29»       | Нідерланди     | Еерстедивізі         | 24       | 1        | 1     | 0     | 24      | 1       |
| 2017/18                        | «Ахіллес'29»       | Нідерланди     | Твеедедивізі         | 12       | 0        | 3     | 1     | 15      | 1       |
| 2017/18                        | «Ленден»           | Нідерланди     | Твеедедивізі         | 11       | 0        | 0     | 0     | 11      | 0       |
| 2019/20                        | «Сен-Елуа Вінкель» | Бельгія        | Еерстеклассе аматерс | 4        | 0        | 0     | 0     | 4       | 0       |
| 2020/21                        | «Олімпія» (Гр)     | Польща         | Друга ліга Польщі    | 30       | 3        | 2     | 0     | 32      | 3       |
| Усього за клуб                 | Усього за клуб     | Усього за клуб | Усього за клуб       | 77       | 8        | 3     | 0     | 80      | 8       |
| Станом на 13 вересня 2021 року |                    |                |                      |          |          |       |       |         |         |

### У збірній

#### По матчах
| Дата      | Місто | Господарі | Результат | Гості      | Турнір            | Голи | Примітки |
| --------- | ----- | --------- | --------- | ---------- | ----------------- | ---- | -------- |
| 15-6-2021 | Доха  | Індія     | 1 – 1     | Афганістан | Відбір до ЧС 2022 | -    | 86'      |
| Усього    |       | Матчів    | 1         |            | Голів             | 0    |          |

#### Забиті м'ячі
Рахунок та результат збірної Афганістану подані на першому місці.
| №  | Дата              | Місце                                                     | Суперник  | Рахунок | Результат | Змагання                           |
| -- | ----------------- | --------------------------------------------------------- | --------- | ------- | --------- | ---------------------------------- |
| 1. | 28 грудня 2015    | Міжнародний стадіон Тхірувандрум, Тируванантапурам, Індія | Мальдіви  | 2–1     | 4–1       | Чемпіонат Південної Азії 2015      |
| 2. | 28 грудня 2015    | Міжнародний стадіон Тхірувандрум, Тируванантапурам, Індія | Мальдіви  | 4–1     | 4–1       | Чемпіонат Південної Азії 2015      |
| 3. | 6 червня 2017     | Аль-Рашид, Дубай, Об'єднані Арабські Емірати              | Мальдіви  | 2–1     | 2–1       | Товариський матч                   |
| 4. | 11 червня 2021    | Яссім бін Хамад, Доха, Катар                              | Оман      | 1–1     | 1–2       | кваліфікація чемпіонату світу 2022 |
| 5. | 16 листопада 2021 | Спортивний комплекс Глорія, Анталія, Туреччина            | Індонезія | 1–0     | 1–0       | Товариський матч                   |

## Особисте життя
Володіє нідерландським та афганським паспортом.

## Досягнення
- Чемпіонат федерації футболу Південної Азії
  -  Срібний призер (1): 2015